# Нидерланды на зимних Олимпийских играх 1976
Нидерланды принимала участие в Зимних Олимпийских играх 1976 года в Инсбруке (Австрия) в десятый раз за свою историю, и завоевала две серебряные, три золотые две бронзовые медали. 
| Нидерланды на олимпиаде 1976 года в Инсбруке | Нидерланды на олимпиаде 1976 года в Инсбруке | Нидерланды на олимпиаде 1976 года в Инсбруке | Нидерланды на олимпиаде 1976 года в Инсбруке | Нидерланды на олимпиаде 1976 года в Инсбруке |
| Медали                                       | Спортсмены                                   | Вид спорта                                   | Дисциплина                                   | Результат                                    |
| -------------------------------------------- | -------------------------------------------- | -------------------------------------------- | -------------------------------------------- | -------------------------------------------- |
| Золото                                       | Клейне, Пит                                  | Конькобежный спорт                           | 10 000 метров, мужчины                       | 14.50,59                                     |
| Серебро                                      | Клейне, Пит                                  | Конькобежный спорт                           | 5 000 метров, мужчины                        | 7.26,47                                      |
| Серебро                                      | Диана Де Леу                                 | Фигурное катание                             | женщины                                      |                                              |
| Бронза                                       | Ханс ван Хелден                              | Конькобежный спорт                           | 1 500 метров, мужчины                        | 2.00,87                                      |
| Бронза                                       | Ханс ван Хелден                              | Конькобежный спорт                           | 5 000 метров, мужчины                        | 7.26,54                                      |
| Бронза                                       | Ханс ван Хелден                              | Конькобежный спорт                           | 10 000 метров, мужчины                       | 15.02,02                                     |